# 東京都道204号日原鍾乳洞線
東京都道204号日原鍾乳洞線（とうきょうとどう204ごう にっぱらしょうにゅうどうせん）は、東京都西多摩郡奥多摩町を起点・終点とする一般都道。東日本旅客鉄道（JR東日本）青梅線奥多摩駅付近から日原川沿いに上流へ進み、日原鍾乳洞へと至る。別名日原街道（にっぱらかいどう）。

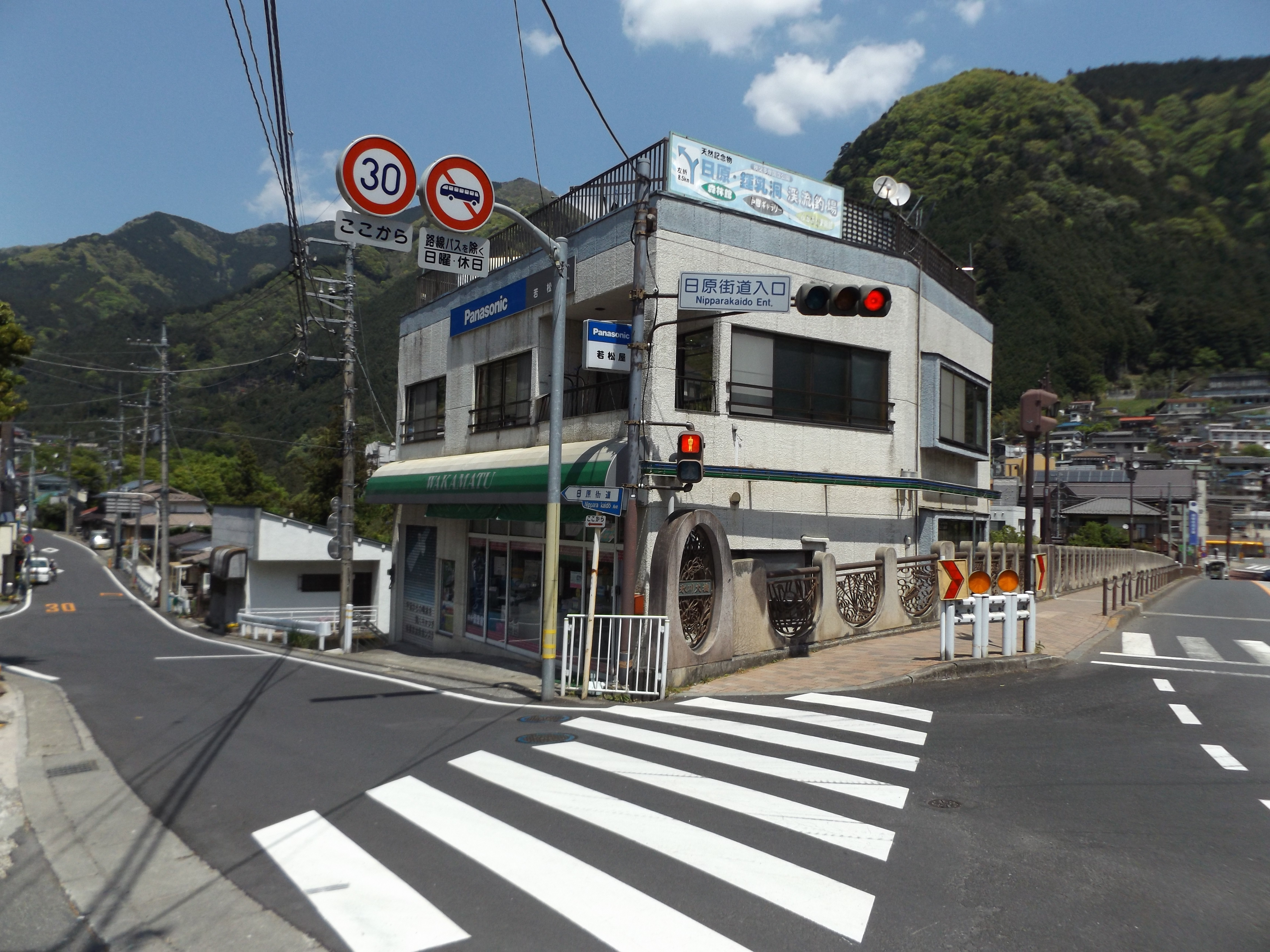
起点：日原街道入口交差点（国道411号との交点）

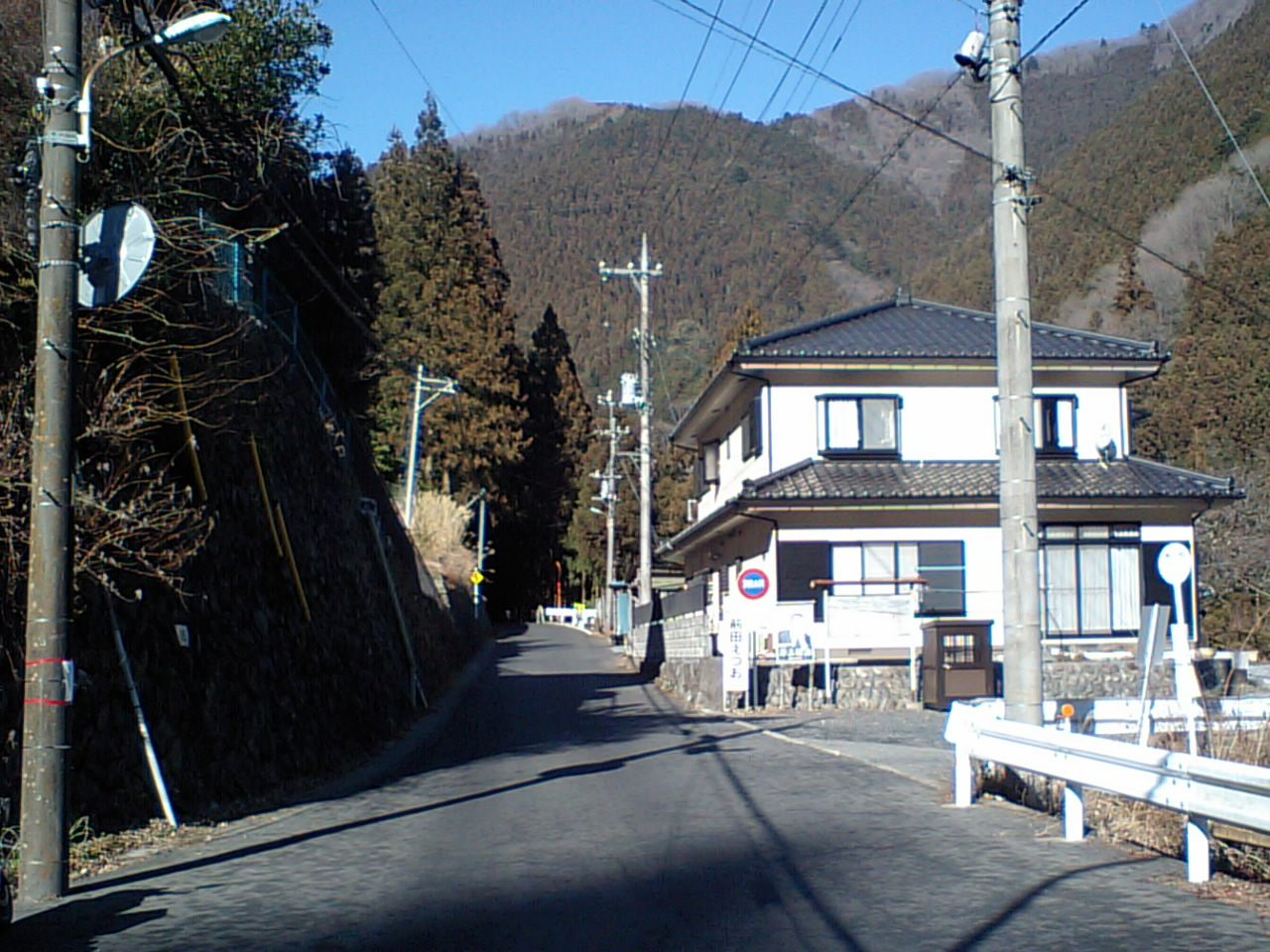
奥多摩町氷川付近

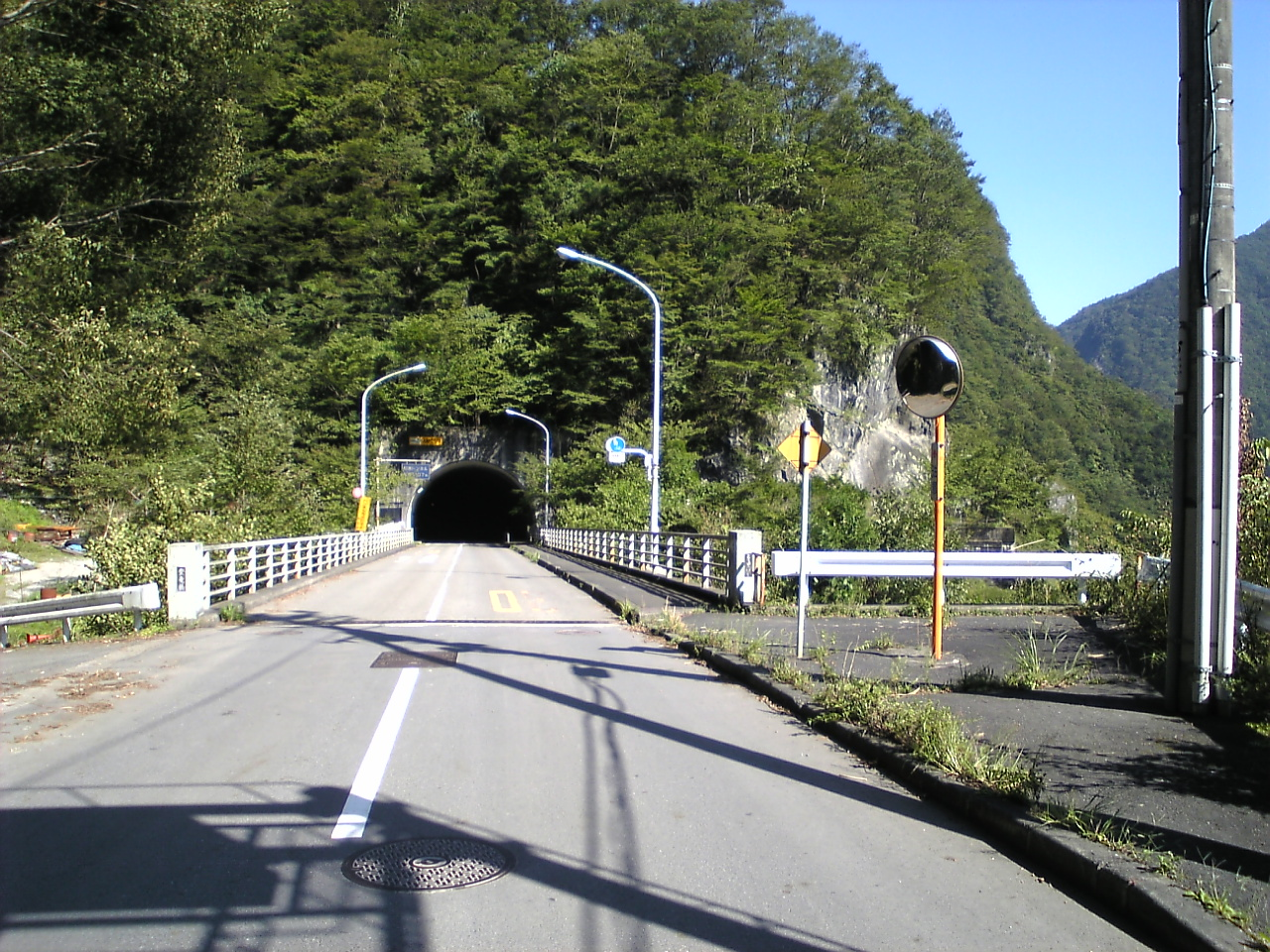
日原トンネル

## 概要
- 総延長：10.8km
- 起点：西多摩郡奥多摩町氷川 日原街道入口交差点（国道411号接続）
- 終点：西多摩郡奥多摩町日原 日原鍾乳洞前
- Google マップ

## 経路・接続道路・周辺の地形・施設
- 東京都西多摩郡奥多摩町
  - 日原街道入口交差点（国道411号）
  - 羽黒三田神社
  - 寺地集落
    - 日野明神社
    - 大増鍾乳洞

  - 平石橋（日原川）
  - 立体交差（奥多摩工業曳鉄線）
  - 川乗橋（川苔谷）
  - 倉沢橋（倉沢谷）
  - 奥多摩工業採掘場
  - 日原トンネル
  - 日原集落
    - 日原森林館
    - 日原ふるさと美術館

  - 橋梁（名称不明）（小川谷）
  - 日原渓流釣場
  - 日原渓谷
  - 一石山神社
  - 日原鍾乳洞

## 備考
- 日原鍾乳洞を訪れる観光客が通る重要な道路であるほか、路線バスが通り、道幅が狭いため注意が必要である。
- 東京都道の中で都内で最も北に位置する道路である(最も南に位置する都道は小笠原諸島母島にある都道241号沖港北港線)。